# Municipalità di Richmond Valley
La municipalità di Richmond Valley è una local government area che si trova nel Nuovo Galles del Sud. Si estende su una superficie di 3.051 chilometri quadrati e ha una popolazione di 23.115 abitanti. La sede del consiglio si trova a Casino.